# Taizé – Instrumental
Taizé – Instrumental är ett album från 2001 av Kommuniteten i Taizé. Albumet spelades in hos kommuniteten i Taizé samma år och innehåller ackompanjemang för 19 Taizésånger spelade på gitarr och flöjt, för grupper som möts för bön och sång.

## Låtlista
1. Laudate omnes gentes
2. Tui amoris ignem
3. L’ajuda em vindrà del Senyor
4. Bless the Lord
5. Magnificat (de Taizé)
6. Ubi caritas
7. Jésus le Christ
8. Surrexit
9. Tu sei sorgente viva
10. Misericordias Domini
11. The Kingdom of God
12. Nada te turbe
13. Gloria… et in terra pax
14. Bleibet hier
15. Jesus, remember me
16. In resurrectione tua
17. Christe Salvator
18. Benedictus
19. Nunc dimittis